# Луиджи Ди Биаджо
Луиджи ди Биаджо (ит. Luigi Di Biagio) е италиански футболист-национал, дефанзивен полузащитник. Висок е 1,77 m. Известен с това, че на Световното първенство във Франция през 1998 г. изпуска решаваща дузпа за своята страна на четвъртфинала срещу домакините.

## Биография
Роден е в столицата Рим на 3 юни 1971 г. Играе в „Лацио“, „ФК Монца“, „ФК Фоджа“, „ФК Рома“, „Интер“ и „Бреша“. Има 31 мача и 2 гола за националния отбор на Италия. Участва на СП '98, ЕП '00 и СП '02.

## Клубове
- 1988-1989: „Лацио“
- 1989-1992: „ФК Монца“
- 1992-1995: „ФК Фоджа“
- 1995-1999: „ФК Рома“
- 1999-2003: „Интер“
- 2003-2006: „Бреша“